# Франц Пічман
Франц Пічман (нім. Franz Pitschmann; нар. 16 грудня 1954, Галль-ін-Тіроль, округ Інсбрук-Ланд, земля Тіроль) — австрійський борець греко-римського стилю, бронзовий призер чемпіонату світу, срібний призер чемпіонату Європи, бронзовий призер Кубку світу, чемпіон Європейського ринку, учасник двох Олімпійських ігор.

## Життєпис
Виступав за клуб «AC Hötting» Інсбрук.

## Спортивні результати на міжнародних змаганнях

### Виступи на Олімпіадах
| Змагання                    | Збірна  | Вагова категорія                  | Місце |
| --------------------------- | ------- | --------------------------------- | ----- |
| Літні Олімпійські ігри 1984 | Австрія | греко-римська боротьба, до 100 кг | 5     |
| Літні Олімпійські ігри 1988 | Австрія | греко-римська боротьба, до 90 кг  | 6     |

### Виступи на Чемпіонатах світу
| Змагання                        | Збірна  | Вагова категорія                 | Місце  |
| ------------------------------- | ------- | -------------------------------- | ------ |
| Чемпіонат світу з боротьби 1981 | Австрія | греко-римська боротьба, до 90 кг | Бронза |
| Чемпіонат світу з боротьби 1983 | Австрія | греко-римська боротьба, до 90 кг | 8      |
| Чемпіонат світу з боротьби 1987 | Австрія | греко-римська боротьба, до 90 кг | 15     |
| Чемпіонат світу з боротьби 1989 | Австрія | греко-римська боротьба, до 90 кг | 8      |
| Чемпіонат світу з боротьби 1991 | Австрія | греко-римська боротьба, до 90 кг | 8      |

### Виступи на Чемпіонатах Європи
| Змагання                         | Збірна  | Вагова категорія                 | Місце  |
| -------------------------------- | ------- | -------------------------------- | ------ |
| Чемпіонат Європи з боротьби 1980 | Австрія | греко-римська боротьба, до 90 кг | 12     |
| Чемпіонат Європи з боротьби 1981 | Австрія | греко-римська боротьба, до 90 кг | 11     |
| Чемпіонат Європи з боротьби 1985 | Австрія | греко-римська боротьба, до 90 кг | 5      |
| Чемпіонат Європи з боротьби 1986 | Австрія | греко-римська боротьба, до 90 кг | Срібло |

### Виступи на Кубках світу
| Змагання                    | Збірна            | Вагова категорія                 | Місце  |
| --------------------------- | ----------------- | -------------------------------- | ------ |
| Кубок світу з боротьби 1982 | Європейський Союз | греко-римська боротьба, до 90 кг | Бронза |

### Виступи на інших змаганнях
| Змагання                                      | Збірна  | Вагова категорія                  | Місце  |
| --------------------------------------------- | ------- | --------------------------------- | ------ |
| Гран-прі Німеччини з боротьби 1976            | Австрія | греко-римська боротьба, до 82 кг  | 8      |
| Гран-прі Німеччини з боротьби 1977            | Австрія | греко-римська боротьба, до 82 кг  | 6      |
| Гран-прі Німеччини з боротьби 1979            | Австрія | греко-римська боротьба, до 90 кг  | 4      |
| Чемпіонат Європейського ринку з боротьби 1980 | Австрія | греко-римська боротьба, до 100 кг | Золото |
| Гран-прі Німеччини з боротьби 1981            | Австрія | греко-римська боротьба, до 90 кг  | 5      |
| Гран-прі Німеччини з боротьби 1985            | Австрія | греко-римська боротьба, до 90 кг  | Срібло |
| Гран-прі Німеччини з боротьби 1986            | Австрія | греко-римська боротьба, до 90 кг  | Бронза |
| Гран-прі Німеччини з боротьби 1989            | Австрія | греко-римська боротьба, до 90 кг  | 14     |
| Гран-прі Німеччини з боротьби 1992            | Австрія | греко-римська боротьба, до 90 кг  | 11     |
| Гран-прі Німеччини з боротьби 1993            | Австрія | греко-римська боротьба, до 90 кг  | 9      |